# Copa Centroamericana 2017
De Copa Centroamericana 2017 was de veertiende editie van dit voetbaltoernooi voor de zeven UNCAF-leden, de CONCACAF-landen uit Centraal-Amerika. Het toernooi werd georganiseerd door de Panama van 13 januari tot en met 22 januari 2017. Aanvankelijk zou er in twee poules gespeeld worden, waarna een knock-outfase zou volgen. Nadat Guatemala werd gediskwalificeerd werd er besloten om alle landen in 1 groep te zetten en ze allemaal een wedstrijd tegen elkaar te laten spelen. De top vier van dit toernooi plaatst zich voor de CONCACAF Gold Cup 2017 (juli 2017). De nummer 5 van dit toernooi (Nicaragua) plaatst zich voor de CFU–UNCAF play-off waarin dat land het opneemt tegen de nummer 5 van de Caribbean (Haïti). Honduras won het toernooi voor de vierde keer in de historie.

## Stadion
| Panama-Stad                                 | · Panama-Stad |
| Estadio Rommel Fernández Capaciteit: 32.000 | · Panama-Stad |
|                                             | · Panama-Stad |

## Deelnemende landen
Alle zeven UNCAF-leden kunnen deelnemen. In de tabel hieronder staan het aantal deelnames aan dit toernooi wanneer het land daadwerkelijk meedoet. 
| Land      | Aantal | Beste resultaat | Land        | Aantal | Beste resultaat                                          |
| --------- | ------ | --------------- | ----------- | ------ | -------------------------------------------------------- |
| Belize    | 10e    | Derde (2013)    | Costa Rica  | 14e    | Winnaar (1991, 1997, 1999, 2003, 2005, 2007, 2013, 2014) |
| Nicaragua | 11e    | Vijfde (2009)   | El Salvador | 14e    | Derde (1991, 1995, 1997, 2001, 2003, 2013)               |
| Panama    | 12e    | Winnaar (2009)  | Honduras    | 14e    | Winnaar (1993, 1995, 2011)                               |

## Oorspronkelijke opzet
Het toernooi zou starten met twee poules. In beide poules zouden de nummers 1 en 2 doorgaan naar de knock-outfase en de nummers drie strijden om de vijfde plek. Doordat de fifa Guatemala schorst mag dat land niet deelnemen aan dit toernooi. Hierdoor was het ook nodig het format van dit toernooi te veranderen. Alle landen worden in 1 poule gezet en spelen een keer tegen elkaar. 
| Pos | Land      | Wed | Win | Gel | Ver | DV | DT | +/− | Pnt |
| --- | --------- | --- | --- | --- | --- | -- | -- | --- | --- |
| 1   | Panama    | 0   | 0   | 0   | 0   | 0  | 0  | 0   | 0   |
| 2   | Honduras  | 0   | 0   | 0   | 0   | 0  | 0  | 0   | 0   |
| 3   | Nicaragua | 0   | 0   | 0   | 0   | 0  | 0  | 0   | 0   |
| 4   | Belize    | 0   | 0   | 0   | 0   | 0  | 0  | 0   | 0   |

| Pos | Land        | Wed | Win | Gel | Ver | DV | DT | +/− | Pnt |
| --- | ----------- | --- | --- | --- | --- | -- | -- | --- | --- |
| 1   | Costa Rica  | 0   | 0   | 0   | 0   | 0  | 0  | 0   | 0   |
| 2   | Guatemala   | 0   | 0   | 0   | 0   | 0  | 0  | 0   | 0   |
| 3   | El Salvador | 0   | 0   | 0   | 0   | 0  | 0  | 0   | 0   |

## Scheidsrechters
- Joel Aguilar (El Salvador)
- Walter López Castellanos (Guatemala)
- Fernando Guerrero (Mexico)
- Jair Marrufo (Verenigde Staten)

- Oscar Moncada (Honduras)
- Ricardo Montero (Costa Rica)
- John Pitti (Panama)
- Kimbell Ward (Saint Kitts en Nevis)

## Eindstand
| Betekenis van de kleuren                        |
| ----------------------------------------------- |
| Kampioen, geplaatst voor CONCACAF Gold Cup 2017 |
| Geplaatst voor CONCACAF Gold Cup 2017           |
| Plaatst zich voor de CFU–UNCAF play-off*        |

*De play-off tegen de nummer 5 van de Caraïben. De winnaar van deze play-off plaatst zich voor de CONCACAF Gold Cup 2017.
| Pos | Land        | Wed | Win | Gel | Ver | DV | DT | +/− | Pnt |
| --- | ----------- | --- | --- | --- | --- | -- | -- | --- | --- |
| 1   | Honduras    | 5   | 4   | 1   | 0   | 7  | 3  | +4  | 13  |
| 2   | Panama      | 5   | 3   | 1   | 1   | 4  | 2  | +2  | 10  |
| 3   | El Salvador | 5   | 2   | 1   | 2   | 5  | 4  | +1  | 7   |
| 4   | Costa Rica  | 5   | 1   | 3   | 1   | 4  | 2  | +2  | 6   |
| 5   | Nicaragua   | 5   | 1   | 1   | 3   | 5  | 6  | −1  | 4   |
| 6   | Belize      | 5   | 0   | 1   | 4   | 2  | 10 | −8  | 1   |

## Wedstrijden
Speeldag 1
|                                             |                                      |       |                           |                                                                       |
| 13 januari «onderlinge duels» 16:00 (UTC−5) | Honduras                             | 2 – 1 | Nicaragua                 | Estadio Rommel Fernández, Panama-Stad Scheidsrechter: Ricardo Montero |
| 13 januari «onderlinge duels» 16:00 (UTC−5) | Eddie Hernández 23' Erick Andino 69' |       | 20' (e.d.) Henry Figueroa | Estadio Rommel Fernández, Panama-Stad Scheidsrechter: Ricardo Montero |

|                                             |        |       |        |                                                                    |
| 13 januari «onderlinge duels» 21:00 (UTC−5) | Panama | 0 – 0 | Belize | Estadio Rommel Fernández, Panama-Stad Scheidsrechter: Jair Marrufo |
| 13 januari «onderlinge duels» 21:00 (UTC−5) |        |       |        | Estadio Rommel Fernández, Panama-Stad Scheidsrechter: Jair Marrufo |

|                                             |            |       |             |                                                                    |
| 13 januari «onderlinge duels» 18:30 (UTC−5) | Costa Rica | 0 – 0 | El Salvador | Estadio Rommel Fernández, Panama-Stad Scheidsrechter: Walter López |
| 13 januari «onderlinge duels» 18:30 (UTC−5) |            |       |             | Estadio Rommel Fernández, Panama-Stad Scheidsrechter: Walter López |

Speeldag 2
|                                             |        |                                                |            |                                                                    |
| 15 januari «onderlinge duels» 13:00 (UTC−5) | Belize | 0 – 3                                          | Costa Rica | Estadio Rommel Fernández, Panama-Stad Scheidsrechter: Kimbell Ward |
| 15 januari «onderlinge duels» 13:00 (UTC−5) |        | 25' 65' José Guillermo Ortiz 51' Johan Venegas |            | Estadio Rommel Fernández, Panama-Stad Scheidsrechter: Kimbell Ward |

|                                             |                    |       |                         |                                                                         |
| 15 januari «onderlinge duels» 15:30 (UTC−5) | El Salvador        | 1 – 2 | Honduras                | Estadio Rommel Fernández, Panama-Stad Scheidsrechter: Fernando Guerrero |
| 15 januari «onderlinge duels» 15:30 (UTC−5) | Rodolfo Zelaya 10' |       | 62', 90' Román Castillo | Estadio Rommel Fernández, Panama-Stad Scheidsrechter: Fernando Guerrero |

|                                             |                                     |       |                  |                                                                    |
| 15 januari «onderlinge duels» 18:00 (UTC−5) | Panama                              | 2 – 1 | Nicaragua        | Estadio Rommel Fernández, Panama-Stad Scheidsrechter: Joel Aguilar |
| 15 januari «onderlinge duels» 18:00 (UTC−5) | Roderick Miller 8' Josiel Núñez 12' |       | 30' Bryan García | Estadio Rommel Fernández, Panama-Stad Scheidsrechter: Joel Aguilar |

Speeldag 3
|                                             |                                                     |       |                   |                                                                     |
| 17 januari «onderlinge duels» 16:00 (UTC−5) | El Salvador                                         | 3 – 1 | Belize            | Estadio Rommel Fernández, Panama-Stad Scheidsrechter: Oscar Moncada |
| 17 januari «onderlinge duels» 16:00 (UTC−5) | Gerson Mayen 15' Juan Barahona 20' Henry Romero 23' |       | 44' Deon McCauley | Estadio Rommel Fernández, Panama-Stad Scheidsrechter: Oscar Moncada |

|                                             |            |       |           |                                                                  |
| 17 januari «onderlinge duels» 18:30 (UTC−5) | Costa Rica | 0 – 0 | Nicaragua | Estadio Rommel Fernández, Panama-Stad Scheidsrechter: John Pitti |
| 17 januari «onderlinge duels» 18:30 (UTC−5) |            |       |           | Estadio Rommel Fernández, Panama-Stad Scheidsrechter: John Pitti |

|                                             |        |                            |          |                                                                    |
| 17 januari «onderlinge duels» 21:00 (UTC−5) | Panama | 0 – 1                      | Honduras | Estadio Rommel Fernández, Panama-Stad Scheidsrechter: Jair Marrufo |
| 17 januari «onderlinge duels» 21:00 (UTC−5) |        | 36' (pen.) Eddie Hernández |          | Estadio Rommel Fernández, Panama-Stad Scheidsrechter: Jair Marrufo |

Speeldag 4
|                                             |                                   |       |           |                                                                    |
| 20 januari «onderlinge duels» 16:00 (UTC−5) | Nicaragua                         | 3 – 1 | Belize    | Estadio Rommel Fernández, Panama-Stad Scheidsrechter: Joel Aguilar |
| 20 januari «onderlinge duels» 16:00 (UTC−5) | Barrera 30' Cadena 84' García 90' |       | Smith 54' | Estadio Rommel Fernández, Panama-Stad Scheidsrechter: Joel Aguilar |

|                                             |            |       |            |                                                                         |
| 20 januari «onderlinge duels» 18:30 (UTC−5) | Honduras   | 1 – 1 | Costa Rica | Estadio Rommel Fernández, Panama-Stad Scheidsrechter: Fernando Guerrero |
| 20 januari «onderlinge duels» 18:30 (UTC−5) | Andino 17' |       | Calvo 59'  | Estadio Rommel Fernández, Panama-Stad Scheidsrechter: Fernando Guerrero |

|                                             |            |       |             |                                                                    |
| 20 januari «onderlinge duels» 21:00 (UTC−5) | Panama     | 1 – 0 | El Salvador | Estadio Rommel Fernández, Panama-Stad Scheidsrechter: Walter López |
| 20 januari «onderlinge duels» 21:00 (UTC−5) | Arroyo 82' |       |             | Estadio Rommel Fernández, Panama-Stad Scheidsrechter: Walter López |

Speeldag 5
|                                             |        |                     |          |                                                                    |
| 22 januari «onderlinge duels» 11:00 (UTC−5) | Belize | 0 – 1               | Honduras | Estadio Rommel Fernández, Panama-Stad Scheidsrechter: Kimbell Ward |
| 22 januari «onderlinge duels» 11:00 (UTC−5) |        | 56' Eddie Hernández |          | Estadio Rommel Fernández, Panama-Stad Scheidsrechter: Kimbell Ward |

|                                             |                   |       |           |                                                                  |
| 22 januari «onderlinge duels» 13:30 (UTC−5) | El Salvador       | 1 – 0 | Nicaragua | Estadio Rommel Fernández, Panama-Stad Scheidsrechter: John Pitti |
| 22 januari «onderlinge duels» 13:30 (UTC−5) | Irvin Herrera 54' |       |           | Estadio Rommel Fernández, Panama-Stad Scheidsrechter: John Pitti |

|                                             |                    |       |            |                                                                     |
| 22 januari «onderlinge duels» 16:00 (UTC−5) | Panama             | 1 – 0 | Costa Rica | Estadio Rommel Fernández, Panama-Stad Scheidsrechter: Oscar Moncada |
| 22 januari «onderlinge duels» 16:00 (UTC−5) | Armando Cooper 67' |       |            | Estadio Rommel Fernández, Panama-Stad Scheidsrechter: Oscar Moncada |

| Kampioen Copa Centroamericana 2017 |
| ---------------------------------- |
|                                    |
| HONDURAS 4e titel                  |

## Doelpuntenmakers
3 doelpunten
- Eddie Hernández

2 doelpunten
- José Guillermo Ortiz
- Erick Andino
- Rubilio Castillo
- Bryan García

1 doelpunt
- Deon McCaulay
- Elroy Smith
- Francisco Calvo
- Johan Venegas
- Juan Barahona

- Irvin Herrera
- Gerson Mayén
- Henry Romero
- Rodolfo Zelaya
- Juan Barrera

- Daniel Cadena
- Abdiel Arroyo
- Armando Cooper
- Roderick Miller
- Josiel Núñez

Eigen doelpunten
- Henry Figueroa (tegen Nicaragua)